# Ivette de Huy
Ivette de Huy (o senzillament Ivette) (1158 – 13 de gener de 1228) va ser una profeta i anacoreta cristiana venerada nascuda a Huy, Bèlgica. També és coneguda com a Yvette, Ivetta, Jufta o Jutta de Huy.
Va néixer a una família rica però no particularment religiosa, propera al bisbat de Lièja, i de ben jove va decidir viure una vida religiosa. El seu pare era un recaptador d'impostos. Ivette va ser forçada a un matrimoni arranjat als tretze anys i va tenir tres fills (un mort mentre encara un infant) abans que esdevingues vídua als divuit. Va tenir l'oportunitat de retirar-se a una leproseria per indigents a Statte, a prop de Huy, al costat del riu Mosa per atendre als interns, i seguir plenament la seva vocació religiosa.
Va deixar els seus dos fills a cura del seu avi. Deu anys més tard, va esdevindre una anacoreta i es va recloure a una capella a prop de la leproseria a una cerimònia conduïda per l'abat de l'Abadia de Notre-Dame d'Orval. D'allà va oferir guiatge a pelegrins que la van considerar una profeta en el sentit apostòlic. Va convocar sacerdots i fins i tot el degà de l'església local a la seva presència i els va fer confrontar el seu comportament. Va ser responsable de la conversió del seu pare i un dels seus dos fills. Després d'un temps, el seu poder va amenaçar el clergat masculí i els cànons pel que va ser denunciada. Yvette va morir el 13 de gener de 1228 a Huy, Bèlgica.
Els fets de la seva vida van ser preservats pel Premonstratés Hug de Floreffe.